# Tomàs Aldàs Conesa
Tomàs Aldàs Conesa (Província de València, País Valencià, 1880 - 1965) fou un músic, pianista, professor de música i catedràtic de Conservatori.
Després d'estudiar al Conservatori Professional de Música i Declamació de València, com a alumne pensionat, desenvolupà la seva tasca professional, a més de com a músic i violinista, i també com a professor de música i de solfeig, i com a professor numerari a partir de 1928. Entre els anys 1923 i 1951 fou president de l'"Asociación de Profesores Músicos Santa Cecilia de Valencia". El 1932 va crear 'La Massa Coral Normalista', agrupació coral no professional que va estar integrada, en un principi, per alumnes i alumnes de l'Escola Normal de Magisteri Primari de València. Més endavant, va exercir, com a catedràtic, al mateix Conservatori en què es formà, del qual es convertiria, posteriorment, a partir de 1943, en el director, succeint en el càrrec a l'anterior director, Francisco Comes. Fou autor de diversos mètodes de solfeig i de teories de la música, a més de diverses obres força interpretades i de dues sarsueles, El Matador i La Virgen de la Buena Guía, que es van estrenar al Teatre Ruzafa de València.